# 奧赫熱河畔博胡紹維采

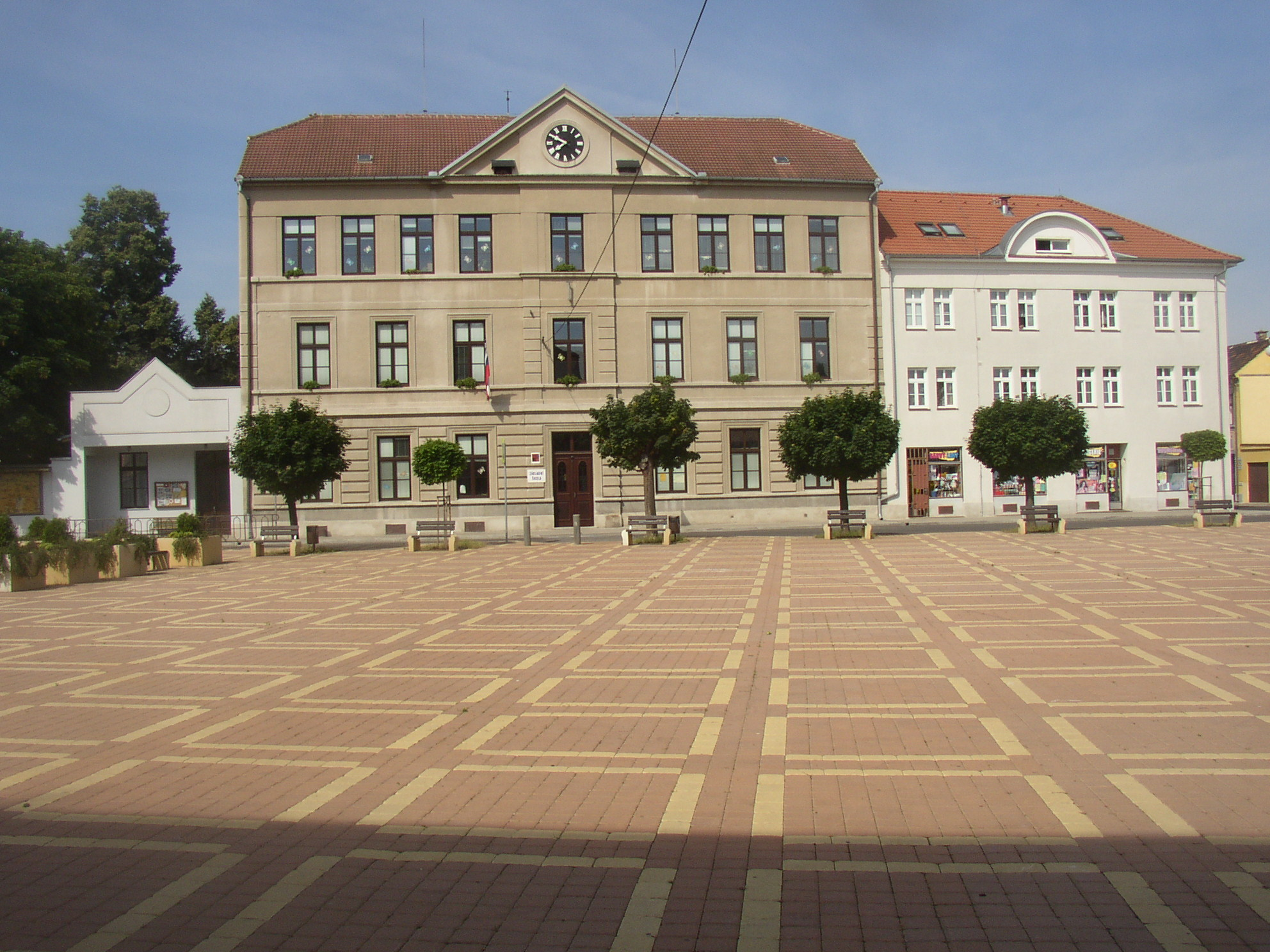

奧赫熱河畔博胡紹維采是捷克的城鎮，位於該國西北部奧赫熱河左岸，距離利托梅日采5公里，由烏斯季州負責管轄，面積8.62平方公里，海拔高度151米，2007年人口2,567。

## 外部連結
- Municipal website （页面存档备份，存于）